# Анаплазия
Анаплазия (от др.-греч. ἀνα- ‘назад, обратно’ и πλάσις ‘образование’) — переход живых клеток и тканей в недифференцированное состояние, вплоть до полной невозможности определения происхождения клетки. При этом клеточная ткань теряет способность выполнять свои характерные функции, однако приобретает способность к неограниченному росту. Анаплазия часто встречается у быстро растущих злокачественных опухолей.
Различают цитологическую анаплазию (разрушение внутриклеточной структуры) и позиционную или организационную анаплазию (нарушение межклеточной структуры).
Ввёл понятие анаплазия Давид Ганземан (1858—1920) — немецкий патолог.

## Признаки анаплазии
- изменение размеров и структуры (в том числе, хромосомного набора) клеточных ядер;
- понижение дифференцированности клеток;
- нарушение физико-химических и биохимических свойств клеток;
- ослабление межклеточных связей.